# ダイヤモンド・ダラス・ペイジ
ダイヤモンド・ダラス・ペイジ（Diamond Dallas Page、略称：DDP、本名：Page Joseph Falkinburg, Jr.、1956年4月5日 - ）は、アメリカ合衆国の元プロレスラー、俳優。ニュージャージー州ポイント・プリーザント出身。

## 来歴
1979年にカナダでデビューしたが、すぐに業界を離れフロリダ州マイアミでナイトクラブを経営していた。1988年、AWAでマネージャーとして再デビューし、バッド・カンパニー（ポール・ダイヤモンド&パット・タナカ＝後のオリエント・エクスプレス）やカート・ヘニングらを担当。またこの頃すでに女性マネージャーのダイヤモンド・ドール（正体に関しては、後に妻となるキンバリー・ペイジが最も有名だが、彼女は何代目かのダイヤモンド・ドールで、もともとは複数のAVモデルが交代で務めていた）とコンビを組んでいた。
その後FCW（WWE関連の同名団体とは別物）でのカラーコメンテーターを経て、1990年には短期間ながらWWF（現：WWE）にアナウンサーとして在籍した。なお、同年行われたレッスルマニアVIでリズム&ブルース（ホンキー・トンク・マン&グレッグ・バレンタイン）がピンクのキャデラックに乗って入場した際、その車のオーナーであったことから運転手を担当している。
1991年、WCWで35歳にして選手として正式にデビュー。プレイング・マネージャーを兼任しながらTV王座戦線など中堅で活動していたが、WCW副社長エリック・ビショフと親密であった（家が近所だった）こともあり、WWFとのマンデー・ナイト・ウォーズが激化した1990年代後半からはトップグループのポジションに浮上。nWoが台頭した際にはWCW正規軍の中心人物として活躍した。
1999年4月11日、リック・フレアーを破りWCW世界ヘビー級王座を獲得。同王座には通算3度戴冠した。また、バンバン・ビガロやクリス・キャニオンらとジャージー・トライアッド（Jersey Triad）なるユニットを結成、WCW世界タッグ王座も4度奪取するなど、WCWでは主役級の一人であった。
2001年のWCW崩壊後はWWFと契約。スライド移籍した中堅や若手ばかりの選手たちの中では数少ない元世界王者であり、アライアンス・アングルにおいてはブッカー・Tと共に主力レスラーとして迎えられた。アライアンス解散後はWWFヨーロピアン王座を獲得。2002年3月には横浜アリーナで行われたWWF日本興行にて初来日を果たし、キング・ハクと対戦した。勝利後には客席に飛び込み、大勢の観客とセルフ・ハイ・ファイブを決める定番シーンを見せた。
ほどなくして首を負傷し、2002年にWWFを退団して現役を引退。引退後はヨガの教室を開いていたが、2004年から2005年にかけてはTNAのリングにも上がり、人脈を活かしてイベントを企画するなど再び存在感を見せた。ヨガ教室のビジネスは、医師から二度と歩けないと宣告された退役軍人を走るまでに回復させた経緯を撮った動画が話題になり、スコット・ホールやジェイク・ロバーツなど薬物乱用で体を壊した元レスラー達を回復させるなどした。
2012年、WWEのRAW1000回放送に向け、ヒース・スレイター対WWEレジェンドのスキットにおいてスレイターがドインク・ザ・クラウン戦にて勝利した際に登場。スレイターを褒め称え、握手を交わそうとした瞬間にダイヤモンド・カッターを決めた。 
2015年1月25日、Royal Rumble 2015にてロイヤルランブルマッチに14番目に登場。セルフ・ハイ・ファイブを見せて観客を沸かせるもスターダストに倒されセルフ・ハイ・ファイブをされてしまう。追撃されるところでダイヤモンド・カッターを仕掛け、続けてコーナー上で座った状態であったファンダンゴ、そしてブレイ・ワイアットにもダイヤモンド・カッターを決める活躍をするがルセフにより脱落させられた。
2017年、WWE殿堂に迎えられる。3月31日、フロリダ州オーランドのアムウェイ・センターで殿堂入り式典が行われた。インダクターはエリック・ビショフが務めた。スピーチではWCW時代より苦楽を共にしたリック・フレアーに感謝を伝えた。

## その他
多くの同業者に慕われる人格者として知られ、特にストーン・コールド・スティーブ・オースチンとは親交が深く、近年でもルームシェアをするほどであった。

## 決め台詞
- Feel the BANG!
- YO It's me It's me It's D・D・P
- That's not bad thing,That's a good thing! （それは悪いことじゃない。むしろ良いことだ!）

## 得意技
- ダイヤモンド・カッター

DDPの代名詞とも言える技で、元々ジョニー・エースが使用していたエース・クラッシャー（改良型）を、エースと親交のあったペイジが教えてもらい、ダイヤモンド・カッターの名でフィニッシュとして使用。ネックブリーカーのように首を捻ったり、ランニング式、ファイヤーマンズキャリー式など様々なバリエーションがある。
- ダイヤモンド・ボム（スパイラルボム）
- ダイヤモンド・ドリーム（スパイクDDT）
- ディスカス・クローズライン（その場で回転してのクローズライン）

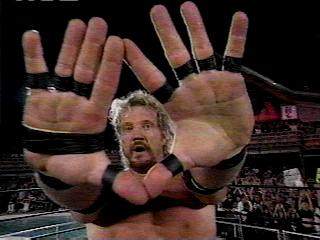
セルフ・ハイ・ファイブ

その他
- セルフ・ハイ・ファイブ

代名詞ともいうべきハンドサイン。2005年12月にヒップホップMCのジェイ・Zが登録商標の不正使用していると訴えたことでさらに有名となった。なおDDPは1990年代から使用しており、1996年に商標登録していた。裁判は2007年7月にジェイ・ZがDDPに使用料を払うという内容の和解で決着したため、このサインのオリジナルはDDPであると認知されている。
- 物凄い笑顔

WWF時代のDDPのトレードマークである。一時期ジ・アンダーテイカーの愛妻サラにストーカー行為を働いた際には不気味さを漂わせた。

## 獲得タイトル
WCW
- WCW世界ヘビー級王座 : 3回[2]

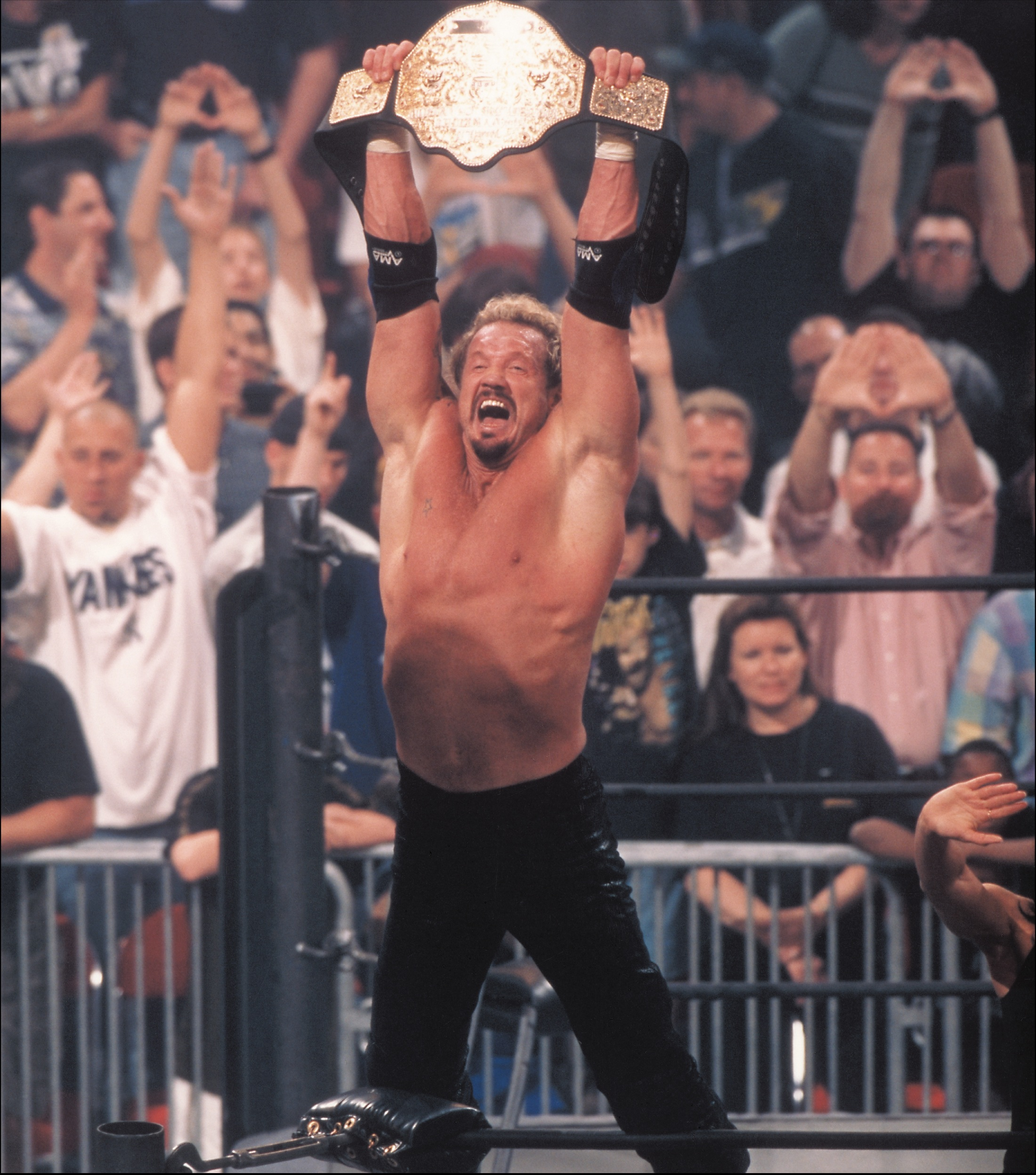
WCW世界ヘビー級王座

- WCW世界タッグ王座 : 4回（w / バンバン・ビガロ、クリス・キャニオン、ケビン・ナッシュ×2）[3]
- WCW US王座 : 2回[8]
- WCW TV王座 : 1回[9]

WWF / WWE
- WWFタッグ王座 : 1回（w / クリス・キャニオン）
- WWFヨーロピアン王座 : 1回
- WWE殿堂 : 2017年度

## マネージャー担当選手
AWA
- カート・ヘニング
- バッド・カンパニー（ポール・ダイヤモンド&パット・タナカ）
- カーネル・デビアーズ

FCW
- ディック・スレーター
- バンバン・ビガロ
- ビッグ・スティールマン

WCW
- ファビュラス・フリーバーズ（マイケル・ヘイズ&ジミー・ガービン）
- ダイヤモンド・スタッド
- ビニー・ベガス
- スコッティ・フラミンゴ

## 入場曲
- Self High-Five

ニルヴァーナの「スメルズ・ライク・ティーン・スピリット」そっくりに作られており（音符の一部を入れ替えただけ）、権利の都合でWWF移籍後は使用されなかった。
- Diamond in the Rough

WWF移籍後から使用。